# Listă de traducători români

## A
- Constantin Abăluță
- Eugenia Adams-Mureșanu
- Ioan Alexandru
- Dan Alexe
- Sergiu Al-George
- Bartolomeu Anania / Valeriu Anania
- Nicolae Argintescu-Amza
- Petru Pavel Aron

## B
- Anton Bacalbașa
- Ștefan Baciu
- A.E.Baconsky
- Alexandru Balaci
- Andrei Bantaș
- Maria Banuș
- Dosoftei Barilă
- Mihai Bădescu
- Vlaicu Bârna
- Andrei Bârseanu
- Lucian Blaga
- Igor Block
- Arsenie Boca (Zian Boca)
- Eta Boeriu
- Dan Botta
- Andrei Brezianu
- Barbu Brezianu
- Filip Brunea-Fox
- George Buitul
- Gheorghe Bulgăr
- Zoe Dumitrescu Bușulenga
- Ion Buzdugan

## C
- Eusebiu Camilar
- Ion Caraion
- Nina Cassian
- George Călinescu
- Ioan Cetățianu
- Gheorghiță Ciocioi
- Radu Cioculescu
- Șerban Cioculescu
- Alexandru Ciorănescu
- N.D. Cocea
- Dan Constantinescu
- Pompiliu Constantinescu
- Ben Corlaciu
- Doina Cornea
- Aurora Cornu
- Nichifor Crainic
- George Coșbuc
- Gabriela Creția
- Petru Creția
- Eugen Cristea
- Gerhardt Csejka

## D
- Lucia Demetrius
- Leonid Dimov
- Ștefan Augustin Doinaș
- Dan Duțescu

## E
- Victor Eftimiu
- Mircea Eliade
- Mihai Eminescu
- Roxana Eminescu

## F
- Nina Façon
- Cristina Felea
- Eugen Filotti
- Dinu Flămând
- Ion Frunzetti

## G
- Gala Galaction
- Nicolae Gane
- Horia Gârbea
- Alexandru George
- Iosif Gheorghian
- Mihnea Gheorghiu
- Radu Gyr (Demetrescu)
- Tașcu Gheorghiu
- Micaela Ghițescu[1]
- Ion Gorun /  Alexandru I. Hodoș
- George Grigore
- Dan Grigorescu
- Jean Grosu
- George Guțu
- Gheorghe Guțu

## H
- Maria Hetco
- Ileana Hogea-Velișcu
- Alexandru Hodoș

## I
- Carolina Ilica
- Nicolae Iliescu
- Tiberiu Ionescu
- Emil Iordache
- Ștefan Octavian Iosif
- Silvestru Octavian Isopescul
- Nora Iuga
- Mircea Ivănescu

## J
- Eugen Jebeleanu
- Radu Jörgensen

## L
- Viorica Lascu
- Leon Levițchi
- Gabriel Liiceanu
- Monica Lovinescu

## M
- Petru Maior
- Petru Manoliu
- Alexandru Marcu
- Irina Mavrodin
- Virgil Mazilescu
- Tudor Măinescu
- Sorin Mărculescu
- Iosif C. Mătăsaru
- Gabriela Melinescu
- Samuil Micu
- Marin Mincu
- Ștefania Mincu
- Alexandru Miran
- Modest Morariu
- Eugen Munteanu
- Nicodim Munteanu
- Valeriu Munteanu
- George Murnu

## N
- Gellu Naum
- Udriște Năsturel
- Mihail Nemeș
- Tatiana Nicolescu
- Irina Margareta Nistor
- Irina Negrea
- Anaïs Nersesian
- Darie Novăceanu

## O
- Alexandru Odobescu

## P
- Brândușa Prelipceanu
- Valeriu Pantazi
- Marian Papahagi
- Edgar Papu
- Miron Radu Paraschivescu
- Radu Paraschivescu
- Irina Petraș
- Alexandru Philippide
- Ion Pillat
- Anamaria Pop
- Ion Pop
- Corneliu M. Popescu
- Elena Liliana Popescu
- Radu Popescu
- Veronica Porumbacu
- Marin Preda

## R
- Catinca Ralea
- Antoaneta Ralian
- Ion Heliade Rădulescu
- Aurel Rău
- Ștefan Runcu, pseudonim al traducătoarei Aurora Cornu

## S
- Vasile Savin
- Luana Schidu
- Cella Serghi
- Petre Solomon
- Roxana Sorescu
- Dumitru Stăniloae
- Margareta Sterian
- Dan Stoica
- Petre Stoica
- Ștefan Stoenescu
- Vladimir Streinu
- Livia Szász

## Ș
- Gheorghe Șincai

## T
- Ana-Stanca Tabarasi-Hoffmann
- Grete Tartler
- Eugen Tănase
- Ștefan Tcaciuc
- Al. O. Teodoreanu
- Radu Tudoran

## V
- Mircea Vulcănescu
- Ștefan Vârgolici
- Elena Vianu
- Ion Vinea
- George Volceanov
- Ileana Vulpescu
- Romulus Vulpescu

## W
- Lucia Wald

## Z
- Andrei Zanca